# Straty osobowe Polski w czasie II wojny światowej

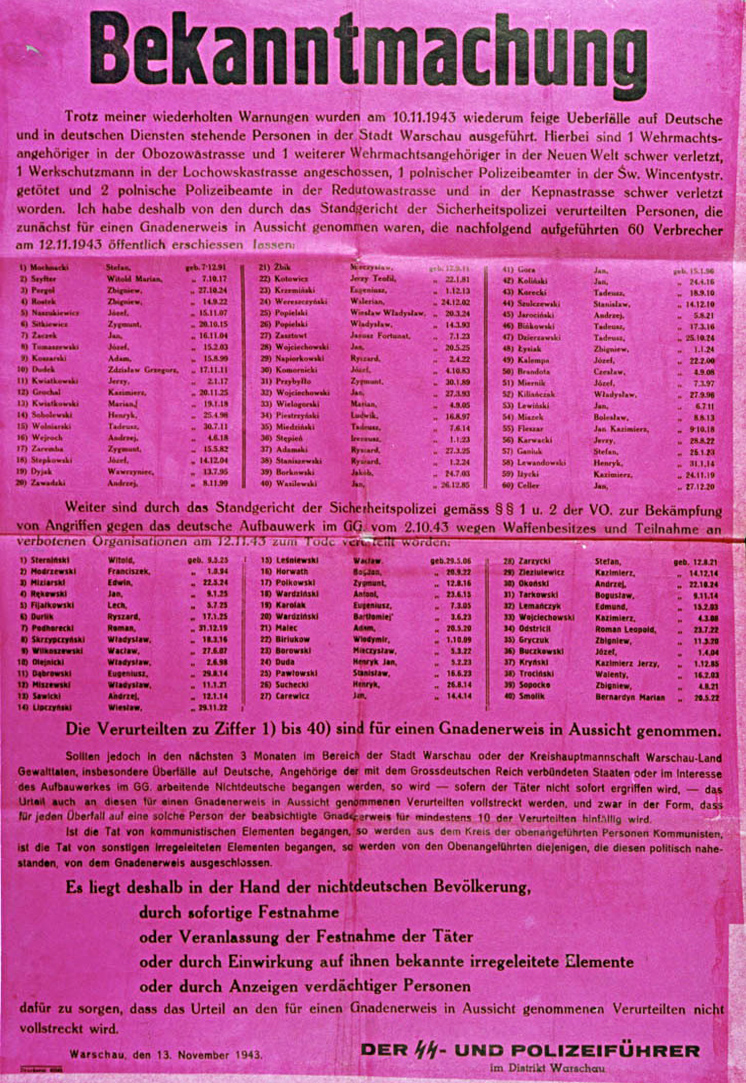
Obwieszczenie dowódcy SS i policji na dystrykt warszawski o rozstrzelaniu 100 zakładników z listopada 1943.

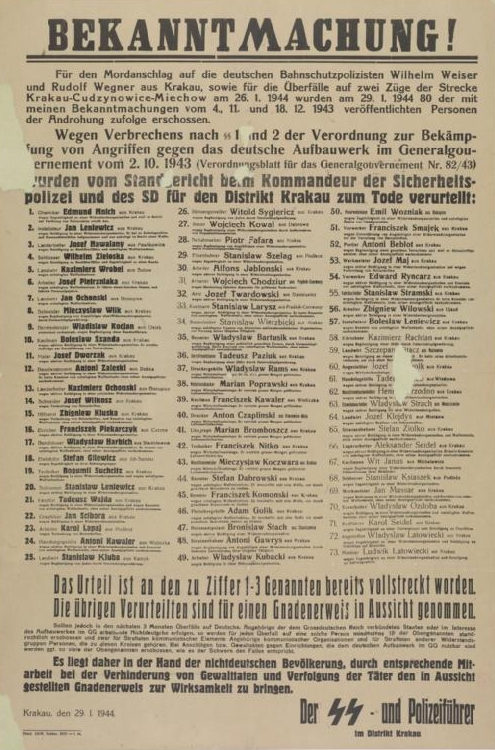
Obwieszczenie Dowódcy SS i Policji na dystrykt krakowski informujące o skazaniu na śmierć 73 Polaków (1944).

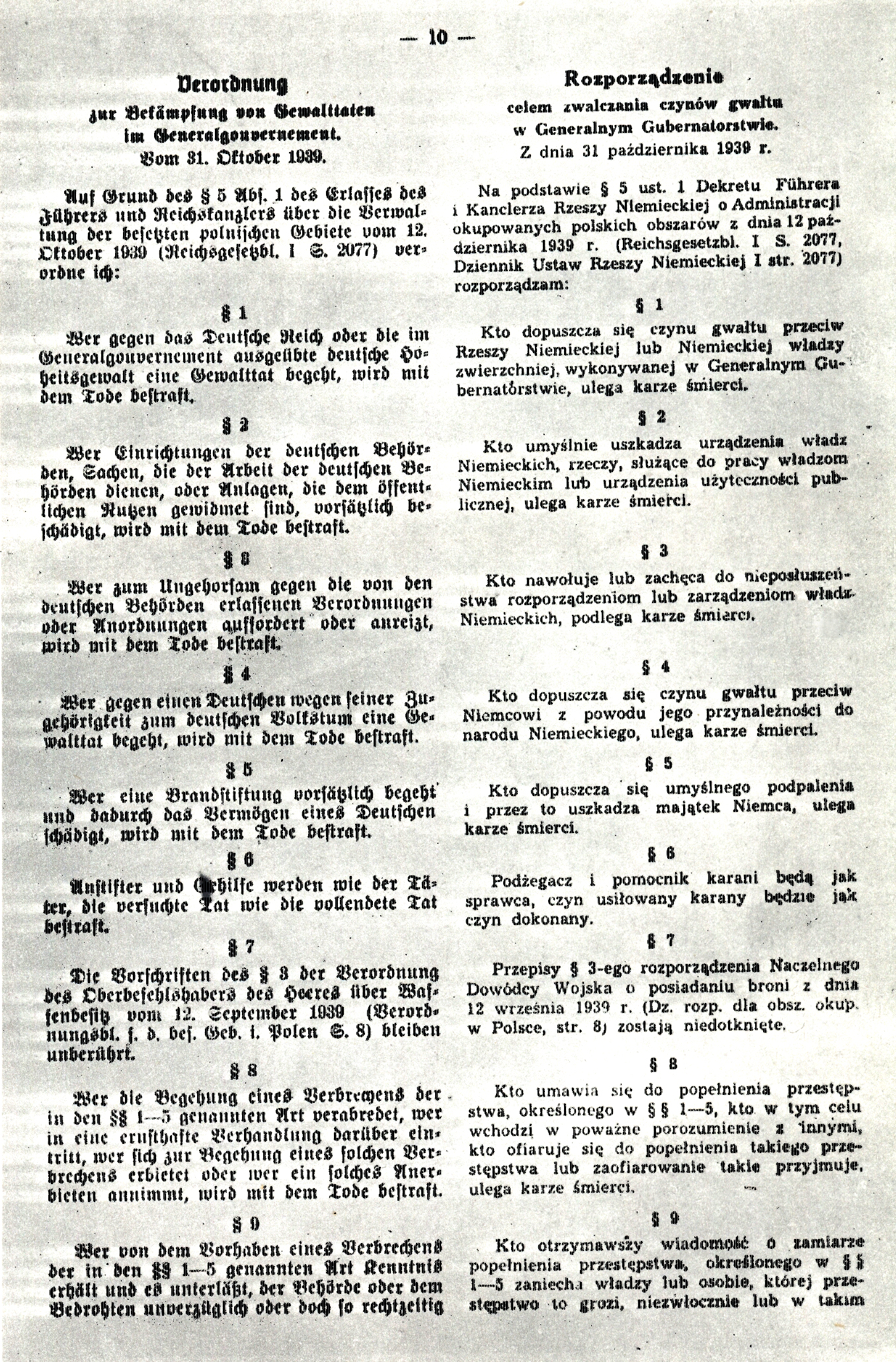
Wykaz czynów karanych śmiercią w zarządzeniu Hansa Franka z 31 października 1939.

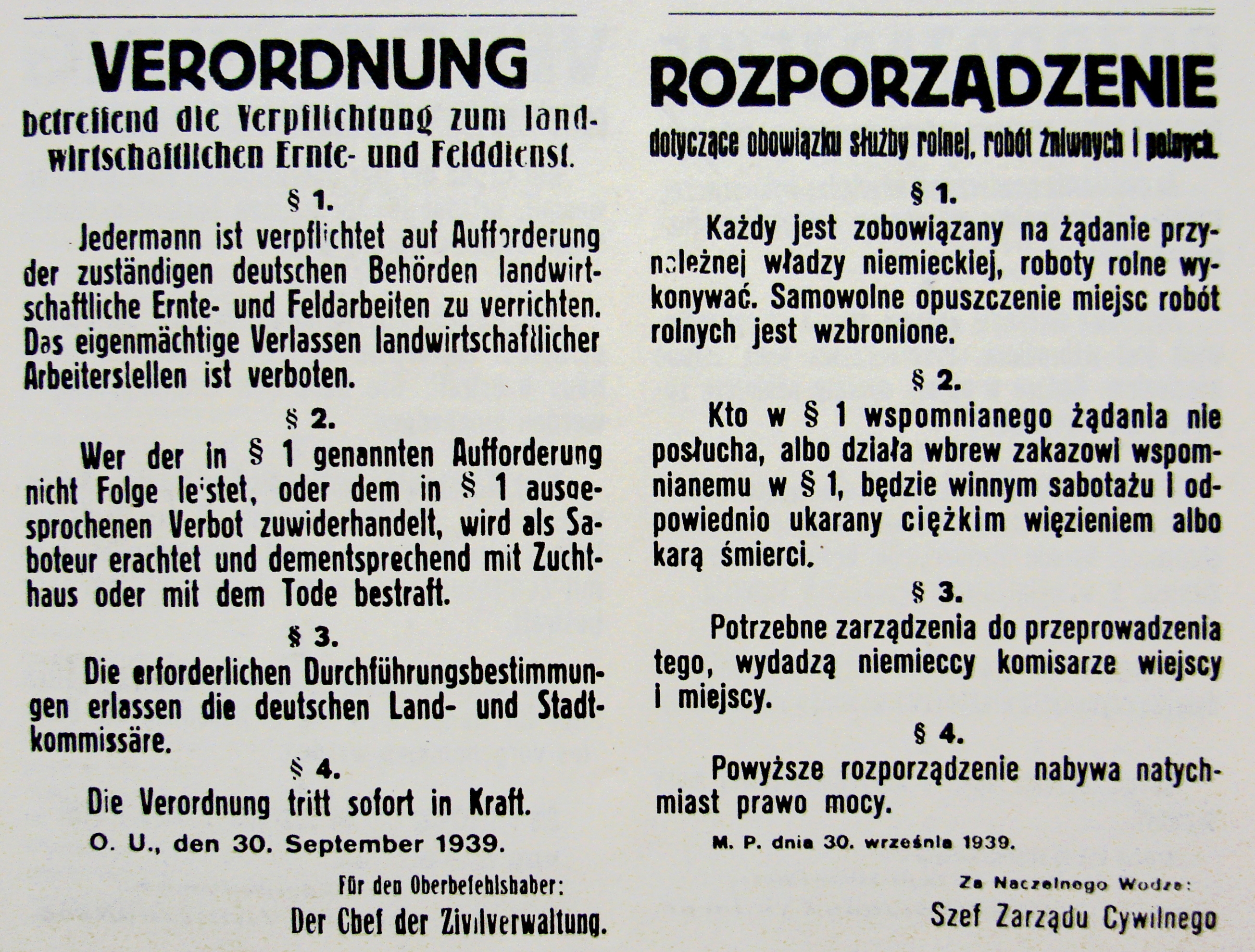
Rozporządzenie obowiązku służby rolnej, robót ziemnych i polnych z dnia 30 września 1939 roku przewidujące karę śmierci za uchylanie się od pracy.

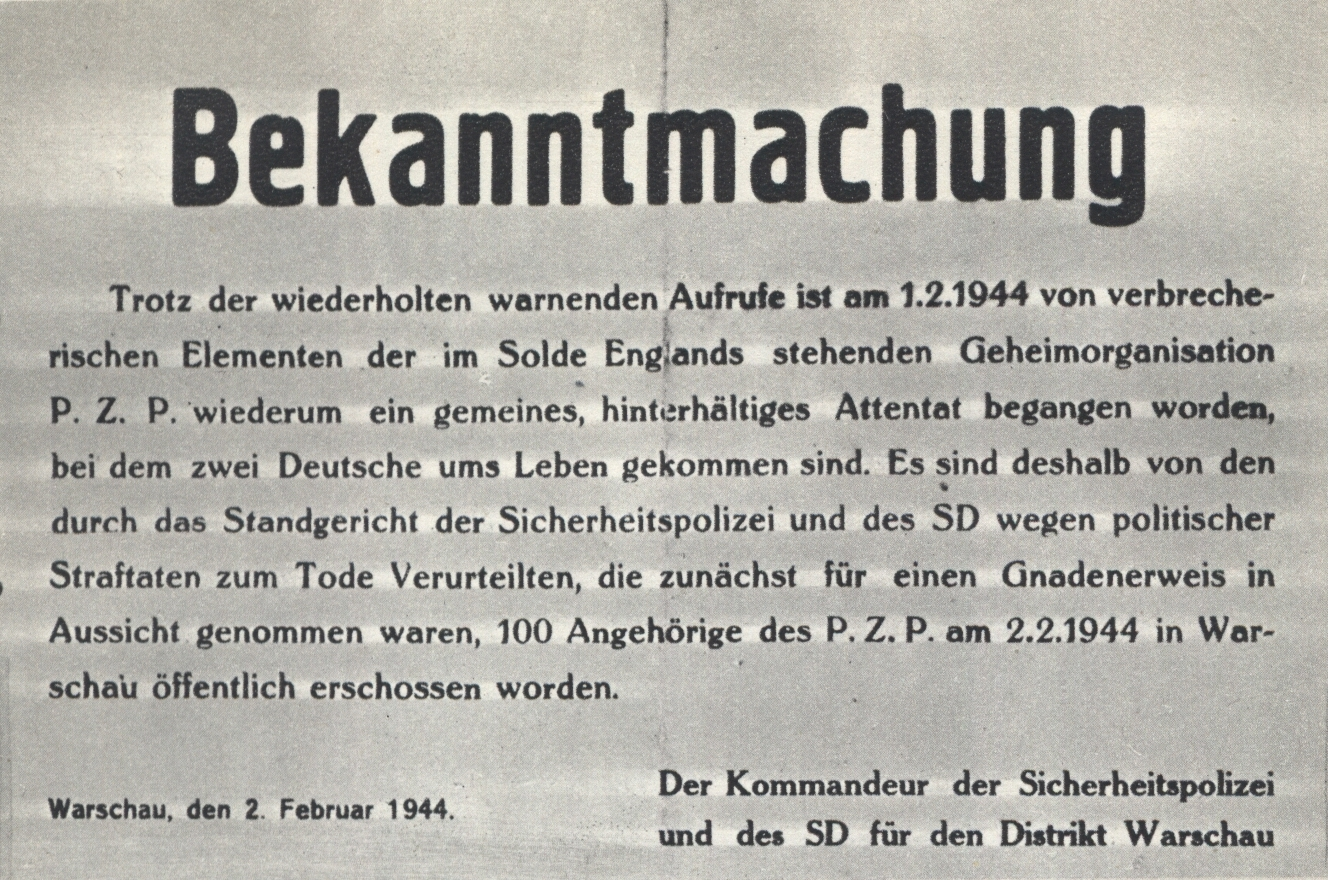
Ogłoszenie o zabiciu 100 polskich zakładników w odwecie za zamach na Kutscherę.

Straty osobowe Polski w czasie II wojny światowej – straty wśród obywateli II Rzeczypospolitej w latach 1939–1945 zabitych w wyniku działań wojennych oraz m.in. wśród osób represjonowanych, więzionych, umieszczonych w obozach koncentracyjnych, wysiedlonych ze swoich miejsc zamieszkania, a także wynikłe ze zmian granic Polski.
Według szacunków dokonanych przez władze Polski Rzeczpospolitej Ludowej, w czasie II wojny światowej II Rzeczpospolita poniosła największe straty biologiczne (na każdy tysiąc mieszkańców straciła 220 osób) i materialne (straty rzeczowe w przeliczeniu na jednego mieszkańca wyniosły 626 dolarów; dla porównania – w Jugosławii było to 601 dolarów). Raport ten nie uwzględniał strat na kresach wschodnich, ani zniszczeń dokonanych na Ziemiach Odzyskanych, ograniczając się do zachodniej części przedwojennych granic. Dane te stworzono na zasadzie szacunków, bez metod wymaganych przez kryminalistykę takich jak dowody w postaci ciał i świadków.
Artykuł dotyczy jedynie strat osobowych. Straty materialne Polski w czasie II wojny światowej opisane są w osobnym artykule.
Artykuł nie dotyczy strat osób o polskiej narodowości i/lub języku i/lub pochodzeniu. Dotyczy ofiar posiadających obywatelstwo II Rzeczypospolitej, włącznie z Żydami, Ukraińcami, Białorusinami i innymi nacjami.
Artykuł nie dotyczy strat Polski w granicach obecnych, nałożonych na wydarzenia 1939-1945.

## Kategorie ofiar
Osoby poszkodowane w czasie II wojny światowej, których los przełożył się na wskaźniki demograficzne, można podzielić na następujące grupy:
- osoby, które poniosły śmierć w wyniku działań wojennych przeciwko III Rzeszy oraz Związkowi Radzieckiemu;
- osoby, które poniosły śmierć w wyniku eksterminacji i egzekucji dokonanych przez okupantów;
- osoby, które poniosły śmierć w walkach z ukraińską UPA;
- osoby zmuszone do migracji w wyniku działań wojennych – ucieczki, emigracja, wysiedlenia i deportacje ludności;
- osoby, które znalazły się poza granicami kraju w wyniku przesunięcia granic Polski.

## Szacunki według władz PRL
Pierwsze próby oszacowania strat wojennych podjął już w 1939 rząd II RP. Po wojnie, w styczniu 1947 r. Biuro Odszkodowań Wojennych działające przy Prezydium Rady Ministrów w „Sprawozdaniu w przedmiocie strat i szkód wojennych Polski w latach 1939–1945” oszacowało ogółem straty osobowe na 6,028 mln osób, w tym ponad połowę – 3,2 mln stanowili Żydzi (ubytek urodzeń obliczono na 1,215 mln), co wzbudziło zastrzeżenia międzynarodowych ekspertów, w związku na brak dowodów rzeczowych. Szacunkowe straty ludności Polski w wyniku działań III Rzeszy na terenach okupowanych zostały sklasyfikowane na poszczególne grupy :
| Przyczyna śmierci                                                                             | Liczba ofiar w tysiącach | Procent ogółu ludności |
| --------------------------------------------------------------------------------------------- | ------------------------ | ---------------------- |
| Działania wojenne                                                                             | 644                      | 2,4                    |
| Śmierć w obozach eksterminacyjnych, w rezultacie pacyfikacji, egzekucji i likwidacji gett     | 3577                     | 13,3                   |
| Śmierć w więzieniach, obozach, wskutek epidemii, wycieńczenia, złego obchodzenia się itd.     | 1286                     | 4,7                    |
| Śmierć poza obozami z wycieńczenia, na skutek doznanych ran, okaleczeń, nadmiernej pracy itd. | 521                      | 1,8                    |
| Suma                                                                                          | 6028                     | 22,2                   |

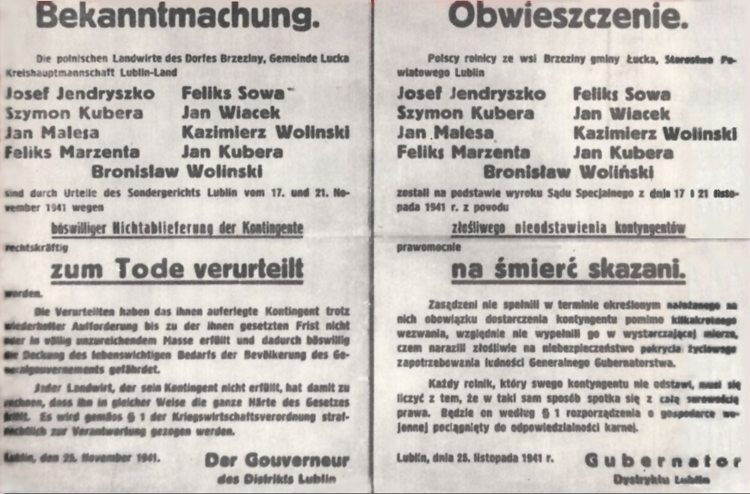
Obwieszczenie gubernatora dystryktu lubelskiego z dnia 25 listopada 1941, informujące o skazaniu na śmierć 9 polskich rolników z Brzezin za niedostarczenie kontyngentów.

W całkowitej liczbie ofiar obywatele polscy pochodzenia żydowskiego stanowili od 2 700 000 do 3 000 000, z czego około 500 000 miało zginąć w gettach i obozach pracy, 200 000 Żydów polskich zamordowały oddziały Einsatzgruppen. 1 400 000 do 1 800 000 spośród ogólnej liczby pomordowanych Żydów to ofiary obozów zagłady. Wojnę przetrwało ok. 500 000, w tym jedynie 100 000 Żydów pod okupacją niemiecką.
Podobnie duże straty miały mieć miejsce wśród nieżydowskiej populacji polskiej. Szacuje się, że łączne straty śmiertelne słowiańskiej ludności polskiej pod okupacją niemiecką wyniosły ok. 2 770 000 osób . Do grupy tej nie wliczone zostały ofiary zbrodni sowieckich na terenach włączonych po 1939 roku w granice ZSRR, a także nie uwzględnia ona ofiar zbrodni UPA na Wołyniu.
Z tych oficjalnych szacunków wynika również, że w latach 1939–1945 – na skutek działań wojennych i podczas okupacji – spośród każdego tysiąca przedwojennych obywateli II Rzeczypospolitej zginęło 220 osób (dla porównania: USA – 2,9, Belgia – 7, Wielka Brytania – 8, Francja – 15, Holandia – 22, ZSRR – 116).
Spośród warstw wykształconych społeczeństwa i inteligencji, w wyniku celowych akcji eksterminacyjnych, jak Intelligenzaktion czy Akcja AB, w Polsce zginąć miało: 39% lekarzy, 33% nauczycieli szkół niższych szczebli, 30% naukowców i wykładowców wyższych uczelni (700 profesorów), 28% księży i 26% prawników. W obozach koncentracyjnych zginęło 135 pracowników szkolnictwa wyższego, w powstaniu 80 osób, w egzekucjach i mordach ulicznych 163 naukowców (w tym 67 w Warszawie i 52 we Lwowie), wśród ofiar Katynia znalazło się 44 pracowników nauki polskiej. Wśród głównych ośrodków naukowych w kraju największe straty poniosły Warszawa – 276 uczonych, Kraków – 114 uczonych, Poznań – 102 naukowców, Lwów – 95 uczonych i Wilno – 27 pracowników nauki .
Dokładne oszacowanie ofiar wśród obywateli polskich w czasie niemieckiej okupacji sprawiło naukowcom po zakończeniu II wojny światowej duże trudności ze względu na rozproszone dane oraz fakt, że wiele z tych zbrodni odbywało się w tajemnicy i często nie były ujawniane opinii publicznej. Miały one charakter planowej, metodycznej akcji eksterminacyjnej o charakterze czystek etnicznych, religijnych i politycznych. Gubernator Generalnego Gubernatorstwa, Hans Frank, powiedział w jednym z wywiadów dla nazistowskiej gazety Völkischer Beobachter:

„Gdybym o każdych siedmiu rozstrzelanych Polakach chciał rozwieszać plakaty, to w Polsce nie starczyłoby lasów na wyprodukowanie papieru na takie plakaty”, „Polska nie śmie nigdy więcej powstać!”

## Straty spowodowane przez ZSRR
Od zakończenia II wojny światowej do zniesienia cenzury w PRL w 1989 roku obowiązywał w Polsce zakaz pisania o polskich ofiarach, które zginęły w wyniku zbrodni sowieckich. Dotyczy to masowych zbrodni komunistycznych dokonanych na Polakach, polskich służb mundurowych oraz ich rodzinach, a także uczestnikach polskiego ruchu oporu oraz ich rodzinach, ofiar czystek etnicznych motywowanych ideologią komunistyczną – zabijaniem wrogów klasowych, kapitalistów, posiadaczy ziemskich, działaczy narodowych i patriotycznych   .
W obawie przed reakcją ZSRR w szacunkach tych pominięto całkowicie straty ludnościowe powstałe w wyniku działalności Rosji sowieckiej. Nie uwzględniono w nich ofiar kampanii wrześniowej w walkach z ZSRR oraz ofiar wysiedleń i stalinowskich czystek etnicznych dokonanych w okresie II wojny światowej. W straty nie zostały wliczone również liczne przypadki egzekucji członków organizacji polskiego podziemia – antynazistowskiego oraz antykomunistycznego ruchu oporu. Częściowo zbrodnie te przypisano Niemcom, czego najgłośniejszym przykładem jest zbrodnia katyńska. Od stycznia 1988 r. Ośrodek Karta rozpoczął projekt badawczy dokumentujący także losy obywateli polskich represjonowanych przez Związek Radziecki w latach 1939–1956. Informacje zawarte w bazie danych „Indeksu” zawierają około 946 tys. biogramów i pozwoliły na zweryfikowanie ponad 262 tys. osób w Internetowym Centrum „Indeksu Represjonowanych” .
Po upadku systemu komunistycznego w Polsce podjęto próby precyzyjnego oszacowania strat ludnościowych na wschodzie II RP po 1939 roku. Czesław Łuczak podaje liczbę około 500 tys. Polaków, Ukraińców i Białorusinów[wymaga weryfikacji?] zabitych lub zmarłych na Kresach Wschodnich, lecz także bez podania dowodów jednoznacznych z punktu widzenia kryminalistyki[wymaga weryfikacji?]. Natomiast w wyniku danych zebranych przez Ośrodek Karta liczbę ofiar totalitarnego systemu sowieckiego oszacowano podobną[wymaga weryfikacji?] metodą na 570 tys. osób .

## Krytyka

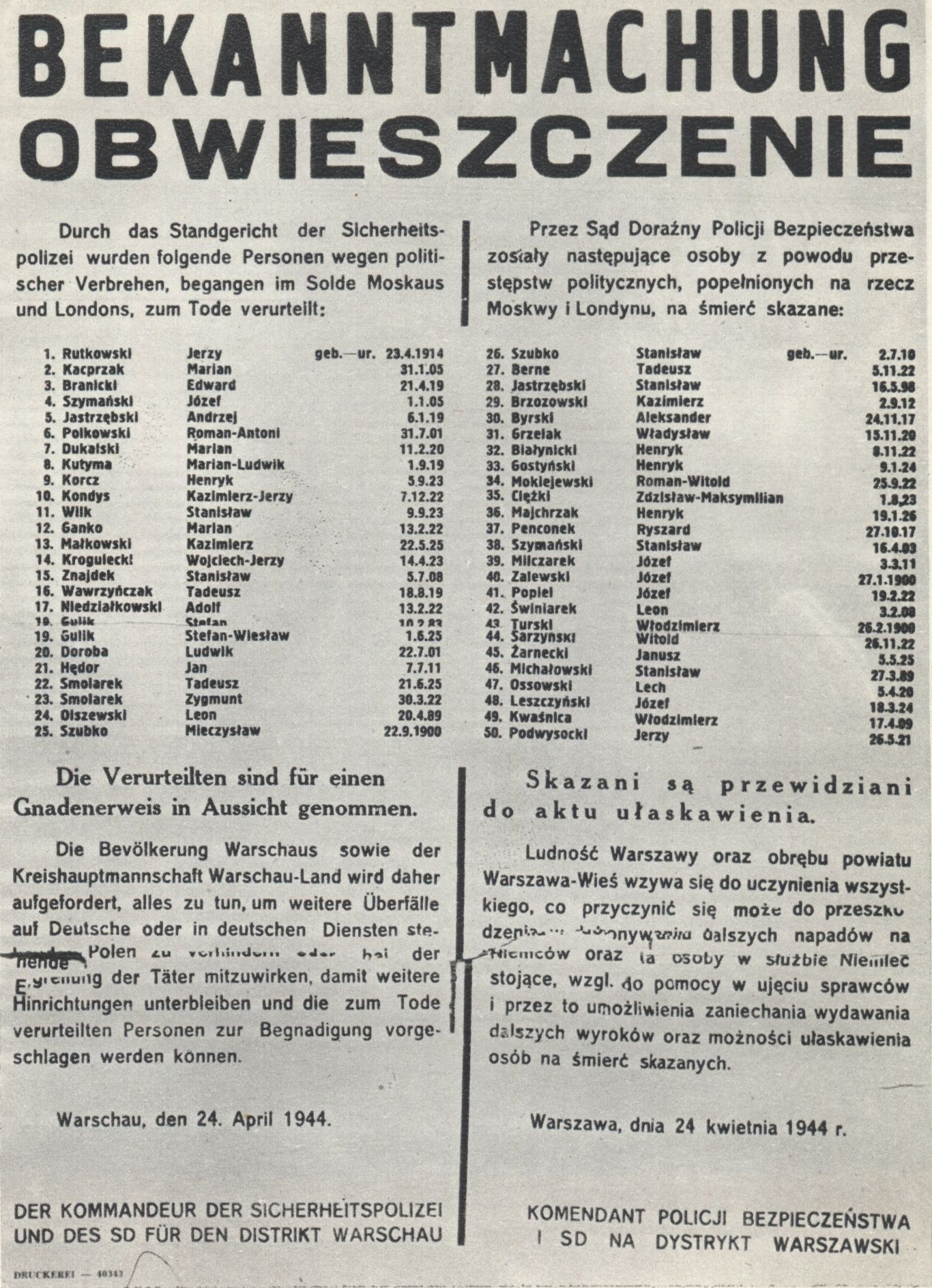
Styczeń 1944 ogłoszenie o wyroku śmierci na 50 Polakach.

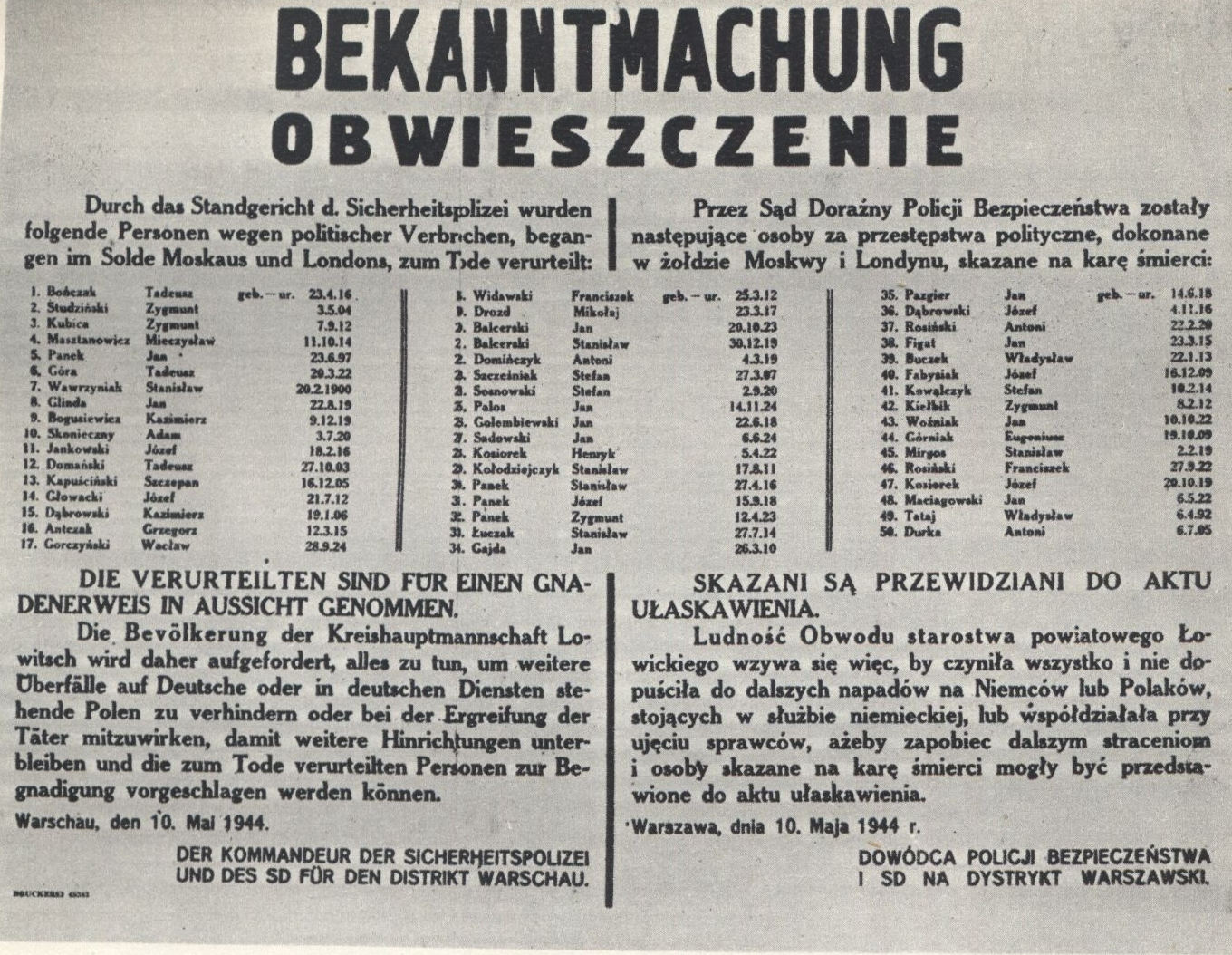
Maj 1944 ogłoszenie o wyroku śmierci na 50 Polakach.

Przed wojną Polskę zamieszkiwało 35 mln obywateli, według spisu powszechnego (z czego 13 mln na ziemiach anektowanych przez Związek Radziecki, 22 mln na zachód od Bugu), po wojnie spis powszechny z 1946 wykazał 21,5 mln „Polaków” (bez podania definicji), przy czym spis ten objął swoim zasięgiem 2 mln osób deklarujących język niemiecki oraz ok. 1–1,5 mln osób deklarujących język polski zamieszkujących Ziemie Zachodnie przed II wojną światową. Z porównania demograficznego wynika więc ubytek na skutek śmierci, bądź ucieczki ok. 3–3,5 mln obywateli, nie licząc mieszkańców Kresów (co najmniej 1,5 mln ofiar nazistów i represji stalinowskich). Liczba 6 mln ofiar, jaka szacunkowo została po wojnie podana przez władze komunistyczne PRL, nie była później szczegółowo weryfikowana. Podawana liczba stała się wkrótce po wojnie przedmiotem polemiki i obecnie przez część historyków jest przyjmowana za prawdziwą, a przez drugą część kwestionowana. Krytycy oficjalnych szacunków z kolei dzielą się na grupę pomniejszającą liczbę ofiar oraz tych, którzy twierdzą, że było ich znacznie więcej.
W 1947, na procesie Ludwiga Fischera, polski demograf H. Kopeć podał liczbę 5,8 mln. W 1958 inny demograf, A. Maryański, oszacował polskie straty ludnościowe na 4–4,5 mln ofiar. Precyzyjne określenie liczby ofiar jest problematyczne, z uwagi m.in. na konieczność uwzględnienia zmniejszenia przyrostu naturalnego na skutek okupacji niemieckiej w Polsce w latach 1939–1945 i inne istotne czynniki, w tym osoby zaginione i zakonspirowane.

## Program „Straty”
Kontrowersje i polemiki doprowadziły do prób stworzenia jednolitej i ogólnodostępnej bazy danych zawierającej informacje na temat osób poszkodowanych przez II wojnę w Polsce. W 2006 roku IPN oraz Ministerstwo Kultury zainicjowały program „Straty osobowe i ofiary represji pod okupacją niemiecką”, mający precyzyjnie oszacować i udokumentować rzeczywistą liczbę polskich ofiar niemieckiego nazizmu w latach 1939–1945 w okupowanej Polsce.
Początkowo jego realizacją zajmował się Ośrodek „Karta”. Przez 2 lata gromadził on dane osób represjonowanych, na podstawie których uruchomił serwis internetowy straty.pl. Na stronach znajduje się formularz, w którym każdy internauta może zgłaszać osoby zabite, więzione lub prześladowane podczas II wojny światowej nieuwzględnione w spisie oraz uzupełniać istniejące dane o nowe informacje. Serwis umożliwia także znalezienie danych swoich bliskich, ponieważ został zaopatrzony w wyszukiwarkę nazwisk. W roku 2009 ogłoszony przez IPN konkurs na obsługę programu wygrała Fundacja „Polsko-Niemieckie Pojednanie”, która miała nim zarządzać przez następne 3 lata.
W wyniku prac została uruchomiona przez Instytut Pamięci Narodowej strona internetowa straty.pl, która jest indeksem ofiar i osób represjonowanych.